# التحويلة (فلم)
التحويلة  فيلم دراما للمخرج أمالي بهنسي  عام 1996 في تجربته الأولى في الإخراج المنفرد بعد عمله 20 عاماً كمساعد مخرج. الفيلم عن قصة الروائي والصحفي وجيه أبو ذكري  «عامل التحويلة» وكتب السيناريو والحوار يوسف بهنسي  الذي عمل بالتصوير السينمائي أيضا في الفيلم. الفيلم من بطولة فاروق الفيشاوي، نجاح الموجي، أحمد عبدالعزيز، جيهان فاضل، ووفاء عامر  وتدور الأحداث حول عامل التحويلة في محطة القطار «حلمي» الذي يتعرض للظلم ويسجن خلف قضبان معتقل السياسيين وعندما يقتنع ببراءته الضابط الشريف «عمر» لا ينفعه ذلك حيث أن الضابط عمر يلقى به خلف القضبان أيضاً.
صدر الفيلم إلى دور العرض المصرية في 10 يونيو 1996.
منح موقع قاعدة بيانات الأفلام على الإنترنت (IMDB) الفيلم درجة 6.3/ 10.
منح موقع قاعدة بيانات الأفلام العربية «السينما.كوم» الفيلم درجة 6.3/ 10.

## طاقم التمثيل
فاروق الفيشاوي: في دور المقدم عمر خالد
نجاح الموجي: في دور حلمي أمين عبد السيد (عامل التحويلة)
أحمد عبد العزيز: في دور النقيب عزمي سلام (ضابط في معتقل 6)
جيهان فاضل: في دور زوجة الضابط عمر
وفاء عامر: في دور مريم (زوجة حلمي أمين عبد السيد)
إبراهيم الدالي: في دور العميد إبراهيم الدالي (مأمور المعتقل 6)
أحمد كمالي: في دور الأستاذ ثابت
يسري العشماوي: في دور حافظ حسان
سيد حاتم: في دور أحمد عبد الباري (معتقل)
عمرو يسري: في دور صلاح عبد الله (معتقل)
عبد المنعم المرصفي: في دور معتقل
عبد الجواد متولي: في دور مسئول كبير بالدولة
حسين عرر: في دور عسكري بالمعتقل
محمد توفيق: في دور عميد شرطة
محمد مندور: في دور مدير المصحة النفسية
بالاشتراك مع: أشرف صالح – محمد رضوان – سامي درويش – محمد طاهر – جمال عزت – محمود السركي – طارق غريب – خطاب كامل – محمد عفيفي – شمس الدين – أحمد مصطفى – محسن مرسي.

## أحداث الفيلم
يعمل الشاب حلمي أمين عبد السيد (نجاح الموجي) عامل تحويلة في محطة للقطارات، وهو لم ينل قسطا من التعليم، ولكنه يكتب الأزجال في حب مصر، ويبتعد عن كل ما يغضب السلطات، ويعيش في بدروم مع والدته وزوجته مريم (وفاء عامر) وأبناؤه الصغار أمير وسناء المصابة بشلل في إحدى ساقيها، وتحتاج إلى جهاز للسير. يحاول حلمي جاهداً ليصرف له جهاز، ويعزم على مفاتحة صديقة النقيب سامي ليساعده في صرف الجهاز، فقد كان النقيب يمر عليه كل فترة ومعه بعض المعتقلين، لإيداعهم معتقل 6، وكان يجلس معه لشرب الشاي لحين وصول القطار، الذي يأتى متأخرا، وفي هذه المرة يتمكن السجين حسين النحراوي، من الهرب، ويصبح النقيب سامي في ورطة كبيرة، ولكي يهرب من المسئولية، يلقي القبض على حلمي أمين، ليستكمل به عدد المعتقلين، ويسلمه لإدارة المعتقل 6. لا تفلح صرخات حلمي، بأن إسمه حلمي أمين وليس حسين النحراوي، ولكن الضابط الفاسد السادي، النقيب عزمي سلام (أحمد عبد العزيز) لا يلتفت له ويعذبه ويجبره على التوقيع على الاعتراف بحيازة أسلحة. يؤثر مأمور المعتقل، إبراهيم الدالي (إبراهيم الدالي)، السلامة ولا يبحث في موضوع حلمي. وعلى جانب آخر يعيش المقدم عمر خالد (فاروق الفيشاوي) حياة سعيدة مع زوجته الجميلة (جيهان فاضل) ينعمان بالحب، متفقين على تأجيل الإنجاب لفترة يسعدا فيها بحياتهما، وعمر ضابط نزيه وشريف، يرفض الظلم وينحاز لأصحاب الحقوق، كما يرفض وساطة الرتب الكبيرة، ويرفض المحسوبية. وعندما يرفض عمر الإفراج عن ابن أحد المسئولين اعتدى على مواطن، تكون النتيجة تأديبه ونقله للعمل في معتقل 6، حيث يستمع لشكوى حلمي، ولكن النقيب عزمي يخبره أنه مجنون، ويقوم بتحويله لمستشفى الأمراض العقلية، وهناك يثبت أنه سليم القوى العقلية، ويتم إعادته للمعتقل. يقرر عمر مساعدته، ويتأكد من صحة كلامه بعد أن يزور أسرته، ويتأكد أنه حلمي وليس حسين، ويطالب بإحالة المسئولين عن هذا الظلم للتحقيق، ولكن المسئول الأمني حافظ حسان (يسري العشماوي) يرفض معاقبة اثنين من الضباط من أجل «محولجي». يصر عمر على موقفه، ويتم إيداعه معتقل 6 مع باقي المعتقلين، وهناك يوحد عمر المعتقلين، ويضربون عن الطعام حتى يقابلوا رئيس الجمهورية أو مندوب عنه، ويرفض عمر توسلات مدير المعتقل لوقف الإضراب، وفي نفس الوقت يذهب أحد صغار الضباط إلى زوجة عمر وينصحها بالشكوى لكبار المسؤولين. يتوجه أحد الضباط للمعتقل للتأكد من وجود المقدم عمر خالد هناك، ويشاهد الضابط عزمي يطلق النار على عمر خالد، ويسرع حلمي لإنقاذه، ويتم قتله هو الآخر، وتقوم حركة 15 مايو عام 1971، ويتم اعتقال مراكز القوى والقبض على الضباط الفاسدين ومحاكمتهم وتصحيح الأوضاع.

## استقبال الفيلم
كتب باهر عادل نادي على موقع «الحوار المتمدن» في 27 سبتمبر 2016: «الملاحظ في السيناريو هو أننا لم نعرف هوية المواطن حلمي الدينية إلا متأخرا وهذا من عوامل قوة السيناريو المُحكم حيث أننا تعرفنا عليه كإنسان أولا، وتعاطفنا معه ومع همومه وأحلامه البسيطة كمصري دون النظرة الطائفية أو محاولة المتاجرة بمشاهد مبتذلة عن الوحدة الوطنية الزائفة. وأيضا مشهد صلاة العيد في الكنيسة وحضور وفاء عامر والأولاد قداس العيد وظهور مشاهد من داخل الكنيسة مما يتيح للمشاهد غير المسيحي أن يتعرف على بعض صلوات الأقباط ولا يعيب هذا المشهد سوى عدم حرفيته وتكرار الكاهن لحركة واحدة دون فائدة. والمشهد الذي لا يقل جمالا وروعة هو مشهد النهاية؛ مشهد المحكمة، اللقطة التي تجمع بين زوجة الضابط عمر (جيهان فاضل)، وزوجة حلمي (وفاء عامر) في كادر عبقري ومعبر يقول لنا إن الظلم حصد الأزواج، ولكن هاهن الزوجات قد جئن إلى المحكمة طالبات العدل والإنصاف.»
كتب عبد الرحمن الأحمد على موقع "شرمولا" في 2 نوفمبر 2021: "بقيت القضايا السياسية طوال أكثر من ثلاثين عاماً مغيبة عن السينما المصرية، حيث أن موضوعا مأساوياً جوهرياً لم تتصدى له السينما المصرية بجدية إلا متأخرة في عام 1986"، وتابع الكاتب قائلاً: "أنتجت السينما المصرية فيلماً آخر عن معسكرات الاعتقال تحت عنوان "التحويلة"، ويتابع: "في مشهد الختام تسيل دماؤهم "المقدم وعامل التحويلة" ممتزجة في الأرض الطيبة، حتى تصل إلى مجرى النيل. هذا الختام إنما يرمز عند مخرج الفيلم "أمالي بهنسي" إلى الوحدة الوطنية بين المسلمين والمسيحيين."
نشر موقع «الجزيرة مباشر» مقالة تحت عنوان «تحويلة أمالي بهنسي.. عندما تتغير المصائر» بقلم علي أبو هميلة، في أول ديسمبر 2021، الذي كتب: "يبدو أمالي بهنسي - الذي رحل عن عمر 53 عاما بعد فيلمه الوحيد (التحويلة) إنتاج 1996، والمأخوذ عن رواية (عامل التحويلة) للأديب الصحفي وجيه أبو ذكرى- متأثرا بفيلم (البريء) من إخراج عاطف الطيب، عن قصة وحيد حامد، الذي عمل فيه بهنسي مساعدا للمخرج، إذ إن أجواء الفيلمين قريبة جدا، وكذلك الحكاية عن المعتقلين السياسيين"، يتابع الكاتب: "النهاية في الفيلمين ربما تعبّر كلتاهما عن وجهتي نظر مُخرجَيْهما، فعاطف الطيب يرى الثورة والرصاص بداية، وقد أكد هذا في فيلمه (كتيبة الإعدام)، بينما يرى أمالي بهنسي في فيلمه الوحيد أن هناك مِن النظام مَن يستطيع أن يغيّر واقع الفساد والظلم."
كتب وسيم عفيفي على موقع تراثيات في 25 يوليو 2019: «كان موضوع الفيلم مظالم العهد الناصري»، وتابع: «أستشرى فيلم التحويلة بالأخطاء الإخراجية. فمثلاً ظهرت سيارة شيروكي 95 رغم أن الفيلم يتكلم عن الستينات، بالإضافة للأزياء التسعينياتية والنسر الموجود على كتف الضابط والعلم تم العمل به عام 1984 وليس في الستينيات.»
نشر موقع "الدستور" بقلم وائل توفيق في 27 سبتمبر 2022: "عن فيلمه "التحويلة"، عبر نجاح الموجي عن فخره بالمشاركة في العمل لأنه على الرغم من كونه فنانا كوميديانيا إلا أنه قدم دورا تراجيديا بنفس القدرة والأداء، أضاف: "وهو ما جعلني أشعر بأن هذا الدور سيحصد عدة جوائز، ولذلك أصبحت لا أبالي بالجوائز ولا اهتم بها، حتى أنني فوجئت بمنحي جائزة أحسن ممثل من خلال فيلم "ليه يا بنفسج"، وفي القاهرة الكل حصل على جوائز إلا أنا، وكذلك فيلم "البحر بيضحك ليه"، في القاهرة لم أحصل على أي جوائز، وكانت الصدمة من بعدها لم أعد أهتم بالجوائز."
نوه الناقد السينمائي محمود قاسم في كتابه «الأديان على شاشة السينما المصرية» بالمشهد الختامي في الفيلم وكتب: «يدافع ضابط مسلم عن السجين القبطي الذي تم إعتقاله خطأ في أحد المعتقلات، وقد دفع كل منهما ثمن موقفه، فاختلطت الدماء القبطية المسلمة عندما أطلق أحد الجنود النيران على الأثنين، فراحت الدماء تنسال في نفس المجرى، لونها أحمر تعبر عن قوة التلاحم.»

## وصلات خارجية
- مقالات تستعمل روابط فنية بلا صلة مع ويكي بيانات
- التحويلة على موقع الدهليز
- التحويلة على موقع كاروهات

https://en.kinorium.com/2010033/ التحويلة (فيلم)